# Revenik
Revenik je naseljeno mjesto u općini Bosanski Petrovac, Federacija Bosne i Hercegovine, BiH.

## Zemljopis
Revenik je zapadno od Kolunića kao njegov produžetak, ispod Osječenice, u neposrednoj blizini Bosanskog Petrovca, uz put prema Bihaću.
Pored sela protiče najduža ponornica Petrovačkog polja, Japaga, koja ponire sjeverno od Kadinjače (727 m) i južno od Rastove glavice (680 m). Voda odavde se pojavljuje u kanjonu Unca, što je utvrđeno bojenjem.
Na Žutoj glavici, na nadmorskoj visini 720 m. nalazi se pećina Manastirka. Postoji samo jedan jednostavan pećinski kanal. Pećina je nastala na mjestu ukrštanja horizontalnih i vertikalnih pukotina, u debelo uslojenim jurskim vapnencima. Okolo ulaznog otvora je mnoštvo vrtača i vapnenci su ispresijecani mnogobrojnim pukotinama.

## Povijest
U Reveniku je gradić na Žutoj glavici, sa zidovima u malteru i bunarom. Tu je i gradina Kadinjača, na vrlo dominantnom položaju. Oko 1960. godine ovdje su B. Gavela i B. Raunig otkopali temelje nastambi, koje pripadaju Halštatu C (rano željezno doba). Dolaskom Rimljana u ove krajeve društvena se organizacija plemenske zajednice nije bitnije izmijenila. Iliri su dalje nastavili živjeti u okvirima svoje teritorijalne zajednice (civitas), dakle pod vodstvom svojih prvaka (principes, praepositil), ali pod nadzorom rimskih prefekata, kao i ostala ilirska plemena. Čini se da je centar peregrinske civitas bio oko Kolunića i Revenika (Gradina u Koluniću, Gradić na Žutoj glavici i Kadinjača). Koliko je poznato, prvi peregrini su rimsko građansko pravo stekli početkom 2. st. (Trajan, Hadrijan), a konačno za Karakale.
U Reveniku je rođen slikar Jovan Bijelić. Bio je autor preko 1800 umjetničkih radova za koja je dobio brojna priznanja. Njegova zbirka umjetničkih djela i osobnih predmeta, pokretno dobro, proglašena je nacionalnim spomenikom Bosne i Hercegovine.

## Stanovništvo

### 1991.
Nacionalni sastav stanovništva 1991. godine, bio je sljedeći:
ukupno: 145
- Srbi - 140
- Jugoslaveni - 5

### 2013.
Nacionalni sastav stanovništva 2013. godine, bio je sljedeći:
ukupno: 59
- Srbi - 45
- Bošnjaci - 13
- ostali, neopredijeljeni i nepoznato - 1